# Kotomi Taniguchi
Pour les articles homonymes, voir Taniguchi.
Pas d'image ? Cliquez ici

a Compétitions nationales et continentales officielles uniquement.

b Matchs officiels uniquement.
Kotomi Taniguchi (谷口 琴美, Taniguchi Kotomi), née le 10 avril 1995 dans la préfecture d'Aichi (Japon), est une joueuse internationale japonaise de rugby à XV évoluant au poste de talonneur.

## Biographie
Kotomi Taniguchi naît le 10 avril 1995.
En 2022, elle joue pour le club des Mie Pearls (ja) dans la préfecture de Mie. Elle a trois sélections en équipe du Japon quand elle est retenue en septembre 2022 pour disputer la Coupe du monde en Nouvelle-Zélande.
En juillet 2025, comptant désormais 25 capes en équipe nationale, elle est à nouveau retenue pour la Coupe du monde.

## Palmarès
- Vainqueur du Championnat du Japon en 2014, 2015 et 2018.